# Ptahhotep Deser
Ptahhotep Deser (ptḥ-ḥtp dšr) ókori egyiptomi vezír volt az V. dinasztia uralkodásának vége felé, valószínűleg Menkauhór Kaiu és Dzsedkaré Iszeszi alatt. Viselte „a hat nagy ház elöljárója”, „a királyi dokumentumok írnokainak elöljárója” és „a királyi munkálatok felügyelője” címeket is; vezírek gyakran töltötték be ezeket a pozíciókat.
Főleg szakkarai masztabasírjáról, a C6 sírról ismert. A sír egy épületet alkot egy másik vezírével, aki szintén a Ptahhotep nevet viselte; talán testvérek voltak. Egyik sírban sem találtak feliratot, amely alapján datálhatóak lennének; építészeti stílusuk alapján datálják őket Menkauhór és Dzsedkaré uralkodása idejére.

## Fordítás
- Ez a szócikk részben vagy egészben  a   Ptahhotep Desher című angol Wikipédia-szócikk ezen változatának fordításán alapul.  Az eredeti cikk szerkesztőit annak laptörténete sorolja fel. Ez a jelzés csupán a megfogalmazás eredetét és a szerzői jogokat jelzi, nem szolgál a cikkben szereplő információk forrásmegjelöléseként.